# Coupe du monde cycliste féminine de Montréal 2003
La 6e édition de la Coupe du monde cycliste féminine de Montréal a lieu le 31 mai 2003. C'est la sixième épreuve de la Coupe du monde. Elle est remportée par la Canadienne Genevieve Jeanson.

## Équipes
| Équipes féminines professionnelles (9)- Aušra Gruodis-Safi - Acca Due O-Pasta Zara-Lorena Camicie - Bik-Powerplate - Charly Lietzsport - Equipe Nürnberger Versicherung - S.A.T.S. - Saturn - T-Mobile - Victory Brewing-Amoroso's Équipes nationales (4)- Allemagne - Grande-Bretagne - Japon - Suisse Équipe féminines amateur (5)- Basis - Genesis Scuba - Québec - Rona Esker - Verizon Wireless-Cervélo |
| |

## Parcours
L'ascension du Mont Royal est la principale difficulté du parcours dont le tour fait 8,3 km. Il est parcouru douze fois.

## Favorites
La vainqueur sortante Deirdre Demet-Barry a une forte concurrence avec la leader de la Coupe du monde Nicole Cooke, Sara Carrigan qui vient de remporter le Tour de l'Aude. Kimberly Bruckner et Amber Neben viennent de s'imposer sur les championnats des États-Unis et sont en forme. Judith Arndt, Lyne Bessette et la vainqueur 2001 Genevieve Jeanson sont les autres favorites.

## Récit de la course
Anne Samplonius attaque dans le premier tour, mais est reprise en haut du Mont Royal. L'équipe Rona maintient un rythme élevé dans la montée durant l'intégralité de la course. Cette stratégie conduit à une forte sélection dans le peloton. À deux tours de l'arrivée, elles ne sont plus que six en tête : Katie Mactier, Judith Arndt, Susanne Ljungskog, Nicole Cooke, Lyne Bessette et Genevieve Jeanson. Amber Neben et Kimberly Bruckner sont quelques mètres derrière. Bruckner revient et attaque, elle est marquée par Jeanson. Neben contre. Elle a jusqu'à trente secondes d'avance. Néanmoins le rythme de Mactier et Jeanson dans l'ascension suivante permet de reprendre l'Américaine. Ljunskog tente de contrer, mais les autres concurrentes sont vigilantes. Bruckner sort dans la descente, mais on la reprend rapidement. Dans la dernière montée, Jeanson prend le meilleur de ses adversaires.

## Classements

### Classement final
| \| Classement général \| Classement général \| Classement général \| Classement général \| Classement général \| \| Coureuse \| Coureuse \| Pays \| Équipe \| Temps \| \| ------------------ \| -------------------- \| ------------------ \| ------------------------------ \| ------------------ \| \| 1re \| Geneviève Jeanson \| Canada \| Rona Esker \| 2 h 51 min 07 s \| \| 2e \| Nicole Cooke \| Royaume-Uni \| Aušra Gruodis-Safi \| + 11 s \| \| 3e \| Judith Arndt \| Allemagne \| Equipe Nürnberger Versicherung \| + 11 s \| \| 4e \| Katie Mactier \| Australie \| Saturn \| + 13 s \| \| 5e \| Susanne Ljungskog \| Suède \| Bik-Powerplate \| + 21 s \| \| 6e \| Sara Carrigan \| Australie \| Bik-Powerplate \| + 31 s \| \| 7e \| Lyne Bessette \| Canada \| Saturn \| + 31 s \| \| 8e \| Kimberly Bruckner \| États-Unis \| T-Mobile \| + 31 s \| \| 9e \| Anita Valen de Vries \| Norvège \| Bik-Powerplate \| + 34 s \| \| 10e \| Barbara Heeb \| Suisse \| Suisse \| + 34 s \| |                      |             |                                |                 |
| |                      |             |                                |                 |
| |                      |             |                                |                 |
| Classement général |                      |             |                                |                 |
| Coureuse | Coureuse             | Pays        | Équipe                         | Temps           |
| 1re | Geneviève Jeanson    | Canada      | Rona Esker                     | 2 h 51 min 07 s |
| 2e | Nicole Cooke         | Royaume-Uni | Aušra Gruodis-Safi             | + 11 s          |
| 3e | Judith Arndt         | Allemagne   | Equipe Nürnberger Versicherung | + 11 s          |
| 4e | Katie Mactier        | Australie   | Saturn                         | + 13 s          |
| 5e | Susanne Ljungskog    | Suède       | Bik-Powerplate                 | + 21 s          |
| 6e | Sara Carrigan        | Australie   | Bik-Powerplate                 | + 31 s          |
| 7e | Lyne Bessette        | Canada      | Saturn                         | + 31 s          |
| 8e | Kimberly Bruckner    | États-Unis  | T-Mobile                       | + 31 s          |
| 9e | Anita Valen de Vries | Norvège     | Bik-Powerplate                 | + 34 s          |
| 10e | Barbara Heeb         | Suisse      | Suisse                         | + 34 s          |

## Liste des participantes
| Légende | Légende                                                                                       | Légende | Légende                                                    |
| ------- | --------------------------------------------------------------------------------------------- | ------- | ---------------------------------------------------------- |
| Num     | Dossard de départ porté par le coureur sur cette Coupe du monde cycliste féminine de Montréal | Pos     | Position à l'arrivée de la course                          |
|         | Indique un maillot de champion national ou mondial, suivi de sa spécialité                    | NP      | Indique un coureur qui n'a pas pris le départ de la course |
| AB      | Indique un coureur qui n'a pas terminé la course                                              | HD      | Indique un coureur qui a terminé la course hors des délais |

| T-Mobile ___ | T-Mobile ___              | T-Mobile ___ |
| ------------ | ------------------------- | ------------ |
| Num          | Coureuse                  | Pos          |
| 1            | Deirdre Demet-Barry (USA) | 27e          |
| 2            | Kimberly Anderson (USA)   | 15e          |
| 3            | Kristin Armstrong (USA)   | 17e          |
| 4            | Kimberly Bruckner (USA)   | 8e           |
| 5            | Amber Neben (USA)         | 13e          |
| 6            | Stacey Peters (USA)       | 45e          |

| Aušra Gruodis-Safi AGS | Aušra Gruodis-Safi AGS     | Aušra Gruodis-Safi AGS |
| ---------------------- | -------------------------- | ---------------------- |
| Num                    | Coureuse                   | Pos                    |
| 11                     | Nicole Cooke (GBR)         | 2e                     |
| 12                     | Giorgia Bronzini (ITA)     | 49e                    |
| 13                     | Rochelle Gilmore (AUS)     | AB                     |
| 14                     | Francesca Pellegrini (ITA) | HD                     |

| Bik-Powerplate BIP | Bik-Powerplate BIP              | Bik-Powerplate BIP |
| ------------------ | ------------------------------- | ------------------ |
| Num                | Coureuse                        | Pos                |
| 21                 | Sara Carrigan (AUS)             | 6e                 |
| 22                 | Susanne Ljungskog (SWE) (route) | 5e                 |
| 23                 | Anita Valen de Vries (NOR)      | 9e                 |
| 24                 | Kirsty Nicole Robb (NZL)        | 51e                |
| 25                 | Andrea Bosman (NED)             | 24e                |

| Rona Esker RON | Rona Esker RON          | Rona Esker RON |
| -------------- | ----------------------- | -------------- |
| Num            | Coureuse                | Pos            |
| 31             | Geneviève Jeanson (CAN) | 1re            |
| 32             | Erinne Willock (CAN)    | 46e            |
| 33             | Catherine Marsal (FRA)  | 44e            |
| 34             | Magali Le Floc'h (FRA)  | 29e            |
| 35             | Melissa Holt (NZL)      | HD             |
| 36             | Karen Bockel (GER)      | 31e            |

| Saturn SAW | Saturn SAW             | Saturn SAW |
| ---------- | ---------------------- | ---------- |
| Num        | Coureuse               | Pos        |
| 41         | Lyne Bessette (CAN)    | 7e         |
| 42         | Manon Jutras (CAN)     | 18e        |
| 43         | Katie Mactier (AUS)    | 4e         |
| 45         | Jessica Phillips (USA) | AB         |
| 46         | Amy Moore (CAN)        | 32e        |

| Equipe Nürnberger Versicherung NUR | Equipe Nürnberger Versicherung NUR | Equipe Nürnberger Versicherung NUR |
| ---------------------------------- | ---------------------------------- | ---------------------------------- |
| Num                                | Coureuse                           | Pos                                |
| 51                                 | Petra Rossner (GER)                | 37e                                |
| 52                                 | Trixi Worrack (GER)                | HD                                 |
| 54                                 | Judith Arndt (GER)                 | 3e                                 |
| 55                                 | Margaret Hemsley (AUS)             | 20e                                |
| 56                                 | Madeleine Lindberg (SWE)           | AB                                 |

| Acca Due O-Pasta Zara-Lorena Camicie ADO | Acca Due O-Pasta Zara-Lorena Camicie ADO | Acca Due O-Pasta Zara-Lorena Camicie ADO |
| ---------------------------------------- | ---------------------------------------- | ---------------------------------------- |
| Num                                      | Coureuse                                 | Pos                                      |
| 61                                       | Diana Žiliūtė (LTU)                      | AB                                       |
| 62                                       | Chantal Beltman (NED)                    | 23e                                      |
| 63                                       | Ghita Beltman (NED)                      | AB                                       |
| 64                                       | Katia Longhin (ITA)                      | 22e                                      |

| Lietzsport Cycling LIE | Lietzsport Cycling LIE | Lietzsport Cycling LIE |
| ---------------------- | ---------------------- | ---------------------- |
| Num                    | Coureuse               | Pos                    |
| 71                     | Isabella Wieser (AUT)  | 40e                    |
| 72                     | Karin Wieser (AUT)     | HD                     |
| 73                     | Petra Pilz (AUT)       | HD                     |
| 74                     | Claudia Meyer (GER)    | HD                     |
| 75                     | Sabine Batz (GER)      | 43e                    |

| Victory Brewing-Amoroso' ___ | Victory Brewing-Amoroso' ___ | Victory Brewing-Amoroso' ___ |
| ---------------------------- | ---------------------------- | ---------------------------- |
| Num                          | Coureuse                     | Pos                          |
| 81                           | Leah Goldstein (ISR)         | 30e                          |
| 82                           | Sandy Espeseth (CAN)         | 36e                          |
| 83                           | Nicole Demars (CAN)          | AB                           |
| 84                           | Sophie Saint-Jacques (CAN)   | AB                           |
| 85                           | Kirsten Frattini (CAN)       | HD                           |
| 86                           | Lauren Franges (USA)         | AB                           |

| S.A.T.S. TSA | S.A.T.S. TSA             | S.A.T.S. TSA |
| ------------ | ------------------------ | ------------ |
| Num          | Coureuse                 | Pos          |
| 91           | Anne Wagner              | 50e          |
| 92           | Christina Peick-Andersen | 47e          |
| 93           | Trine Hansen             | 26e          |
| 94           | Meredith Miller (USA)    | 28e          |

| Allemagne GER | Allemagne GER     | Allemagne GER |
| ------------- | ----------------- | ------------- |
| Num           | Coureuse          | Pos           |
| 101           | Regina Schleicher | AB            |
| 102           | Liane Bahler      | HD            |
| 103           | Claudia Stumpf    | 19e           |
| 104           | Tina Liebig       | 11e           |
| 105           | Theresa Senff     | 16e           |
| 106           | Sarah Düster      | HD            |

| Grande-Bretagne GBR | Grande-Bretagne GBR | Grande-Bretagne GBR |
| ------------------- | ------------------- | ------------------- |
| Num                 | Coureuse            | Pos                 |
| 111                 | Rachel Heal         | 14e                 |
| 112                 | Penny Edwards       | HD                  |
| 113                 | Charlotte Goldsmith | 54e                 |
| 114                 | Frances Newstead    | 41e                 |
| 115                 | Sara Walle          | HD                  |

| Suisse SUI | Suisse SUI      | Suisse SUI |
| ---------- | --------------- | ---------- |
| Num        | Coureuse        | Pos        |
| 121        | Barbara Heeb    | 10e        |
| 122        | Annette Beutler | 33e        |
| 124        | Sarah Grab      | 25e        |
| 125        | Bettina Kühn    | HD         |
| 126        | Diana Rast      | 21e        |

| Japon JPN | Japon JPN      | Japon JPN |
| --------- | -------------- | --------- |
| Num       | Coureuse       | Pos       |
| 131       | Miho Oki       | 42e       |
| 132       | Miyoko Karami  | AB        |
| 133       | Ayumu Otsuka   | HD        |
| 134       | Hiroko Shimada | HD        |

| Genesis Scuba ___ | Genesis Scuba ___          | Genesis Scuba ___ |
| ----------------- | -------------------------- | ----------------- |
| Num               | Coureuse                   | Pos               |
| 141               | Susan Palmer-Komar (CAN)   | 12e               |
| 142               | Iona Wynter                | 48e               |
| 143               | Margaret Shirley (USA)     | 52e               |
| 144               | Grace Fleury (USA)         | 38e               |
| 145               | Candice Blickem (USA)      | 53e               |
| 146               | Clara Constantinescu (ROU) | HD                |

| Québec ___ | Québec ___               | Québec ___ |
| ---------- | ------------------------ | ---------- |
| Num        | Coureuse                 | Pos        |
| 151        | Katy Saint-Laurent (CAN) | AB         |
| 152        | Julie Hutsebaut (CAN)    | AB         |
| 153        | Caroline L'Heureux (CAN) | AB         |
| 154        | Anne Samplonius (CAN)    | AB         |
| 155        | Stephanie Bourbeau (CAN) | HD         |
| 156        | Elisa Gagnon (CAN)       | HD         |

| Verizon Wireless-Cervélo ___ | Verizon Wireless-Cervélo ___ | Verizon Wireless-Cervélo ___ |
| ---------------------------- | ---------------------------- | ---------------------------- |
| Num                          | Coureuse                     | Pos                          |
| 161                          | Julie Monagle (USA)          | AB                           |
| 162                          | Yvonne Ilton (USA)           | 39e                          |
| 163                          | Ann-Marie Miller (USA)       | HD                           |
| 164                          | Sarah Foulkes (USA)          | AB                           |
| 165                          | Katrina Davis (USA)          | 35e                          |

| Équipe mixte 1 ___ | Équipe mixte 1 ___     | Équipe mixte 1 ___ |
| ------------------ | ---------------------- | ------------------ |
| Num                | Coureuse               | Pos                |
| 171                | Erin Carter (CAN)      | HD                 |
| 172                | Catherine Bearce (USA) | HD                 |
| 182                | Heather Albert (USA)   | 34e                |

| T-Mobile ___ | T-Mobile ___              | T-Mobile ___ |
| ------------ | ------------------------- | ------------ |
| Num          | Coureuse                  | Pos          |
| 1            | Deirdre Demet-Barry (USA) | 27e          |
| 2            | Kimberly Anderson (USA)   | 15e          |
| 3            | Kristin Armstrong (USA)   | 17e          |
| 4            | Kimberly Bruckner (USA)   | 8e           |
| 5            | Amber Neben (USA)         | 13e          |
| 6            | Stacey Peters (USA)       | 45e          |

| Aušra Gruodis-Safi AGS | Aušra Gruodis-Safi AGS     | Aušra Gruodis-Safi AGS |
| ---------------------- | -------------------------- | ---------------------- |
| Num                    | Coureuse                   | Pos                    |
| 11                     | Nicole Cooke (GBR)         | 2e                     |
| 12                     | Giorgia Bronzini (ITA)     | 49e                    |
| 13                     | Rochelle Gilmore (AUS)     | AB                     |
| 14                     | Francesca Pellegrini (ITA) | HD                     |

| Bik-Powerplate BIP | Bik-Powerplate BIP              | Bik-Powerplate BIP |
| ------------------ | ------------------------------- | ------------------ |
| Num                | Coureuse                        | Pos                |
| 21                 | Sara Carrigan (AUS)             | 6e                 |
| 22                 | Susanne Ljungskog (SWE) (route) | 5e                 |
| 23                 | Anita Valen de Vries (NOR)      | 9e                 |
| 24                 | Kirsty Nicole Robb (NZL)        | 51e                |
| 25                 | Andrea Bosman (NED)             | 24e                |

| Rona Esker RON | Rona Esker RON          | Rona Esker RON |
| -------------- | ----------------------- | -------------- |
| Num            | Coureuse                | Pos            |
| 31             | Geneviève Jeanson (CAN) | 1re            |
| 32             | Erinne Willock (CAN)    | 46e            |
| 33             | Catherine Marsal (FRA)  | 44e            |
| 34             | Magali Le Floc'h (FRA)  | 29e            |
| 35             | Melissa Holt (NZL)      | HD             |
| 36             | Karen Bockel (GER)      | 31e            |

| Saturn SAW | Saturn SAW             | Saturn SAW |
| ---------- | ---------------------- | ---------- |
| Num        | Coureuse               | Pos        |
| 41         | Lyne Bessette (CAN)    | 7e         |
| 42         | Manon Jutras (CAN)     | 18e        |
| 43         | Katie Mactier (AUS)    | 4e         |
| 45         | Jessica Phillips (USA) | AB         |
| 46         | Amy Moore (CAN)        | 32e        |

| Equipe Nürnberger Versicherung NUR | Equipe Nürnberger Versicherung NUR | Equipe Nürnberger Versicherung NUR |
| ---------------------------------- | ---------------------------------- | ---------------------------------- |
| Num                                | Coureuse                           | Pos                                |
| 51                                 | Petra Rossner (GER)                | 37e                                |
| 52                                 | Trixi Worrack (GER)                | HD                                 |
| 54                                 | Judith Arndt (GER)                 | 3e                                 |
| 55                                 | Margaret Hemsley (AUS)             | 20e                                |
| 56                                 | Madeleine Lindberg (SWE)           | AB                                 |

| Acca Due O-Pasta Zara-Lorena Camicie ADO | Acca Due O-Pasta Zara-Lorena Camicie ADO | Acca Due O-Pasta Zara-Lorena Camicie ADO |
| ---------------------------------------- | ---------------------------------------- | ---------------------------------------- |
| Num                                      | Coureuse                                 | Pos                                      |
| 61                                       | Diana Žiliūtė (LTU)                      | AB                                       |
| 62                                       | Chantal Beltman (NED)                    | 23e                                      |
| 63                                       | Ghita Beltman (NED)                      | AB                                       |
| 64                                       | Katia Longhin (ITA)                      | 22e                                      |

| Lietzsport Cycling LIE | Lietzsport Cycling LIE | Lietzsport Cycling LIE |
| ---------------------- | ---------------------- | ---------------------- |
| Num                    | Coureuse               | Pos                    |
| 71                     | Isabella Wieser (AUT)  | 40e                    |
| 72                     | Karin Wieser (AUT)     | HD                     |
| 73                     | Petra Pilz (AUT)       | HD                     |
| 74                     | Claudia Meyer (GER)    | HD                     |
| 75                     | Sabine Batz (GER)      | 43e                    |

| Victory Brewing-Amoroso' ___ | Victory Brewing-Amoroso' ___ | Victory Brewing-Amoroso' ___ |
| ---------------------------- | ---------------------------- | ---------------------------- |
| Num                          | Coureuse                     | Pos                          |
| 81                           | Leah Goldstein (ISR)         | 30e                          |
| 82                           | Sandy Espeseth (CAN)         | 36e                          |
| 83                           | Nicole Demars (CAN)          | AB                           |
| 84                           | Sophie Saint-Jacques (CAN)   | AB                           |
| 85                           | Kirsten Frattini (CAN)       | HD                           |
| 86                           | Lauren Franges (USA)         | AB                           |

| S.A.T.S. TSA | S.A.T.S. TSA             | S.A.T.S. TSA |
| ------------ | ------------------------ | ------------ |
| Num          | Coureuse                 | Pos          |
| 91           | Anne Wagner              | 50e          |
| 92           | Christina Peick-Andersen | 47e          |
| 93           | Trine Hansen             | 26e          |
| 94           | Meredith Miller (USA)    | 28e          |

| Allemagne GER | Allemagne GER     | Allemagne GER |
| ------------- | ----------------- | ------------- |
| Num           | Coureuse          | Pos           |
| 101           | Regina Schleicher | AB            |
| 102           | Liane Bahler      | HD            |
| 103           | Claudia Stumpf    | 19e           |
| 104           | Tina Liebig       | 11e           |
| 105           | Theresa Senff     | 16e           |
| 106           | Sarah Düster      | HD            |

| Grande-Bretagne GBR | Grande-Bretagne GBR | Grande-Bretagne GBR |
| ------------------- | ------------------- | ------------------- |
| Num                 | Coureuse            | Pos                 |
| 111                 | Rachel Heal         | 14e                 |
| 112                 | Penny Edwards       | HD                  |
| 113                 | Charlotte Goldsmith | 54e                 |
| 114                 | Frances Newstead    | 41e                 |
| 115                 | Sara Walle          | HD                  |

| Suisse SUI | Suisse SUI      | Suisse SUI |
| ---------- | --------------- | ---------- |
| Num        | Coureuse        | Pos        |
| 121        | Barbara Heeb    | 10e        |
| 122        | Annette Beutler | 33e        |
| 124        | Sarah Grab      | 25e        |
| 125        | Bettina Kühn    | HD         |
| 126        | Diana Rast      | 21e        |

| Japon JPN | Japon JPN      | Japon JPN |
| --------- | -------------- | --------- |
| Num       | Coureuse       | Pos       |
| 131       | Miho Oki       | 42e       |
| 132       | Miyoko Karami  | AB        |
| 133       | Ayumu Otsuka   | HD        |
| 134       | Hiroko Shimada | HD        |

| Genesis Scuba ___ | Genesis Scuba ___          | Genesis Scuba ___ |
| ----------------- | -------------------------- | ----------------- |
| Num               | Coureuse                   | Pos               |
| 141               | Susan Palmer-Komar (CAN)   | 12e               |
| 142               | Iona Wynter                | 48e               |
| 143               | Margaret Shirley (USA)     | 52e               |
| 144               | Grace Fleury (USA)         | 38e               |
| 145               | Candice Blickem (USA)      | 53e               |
| 146               | Clara Constantinescu (ROU) | HD                |

| Québec ___ | Québec ___               | Québec ___ |
| ---------- | ------------------------ | ---------- |
| Num        | Coureuse                 | Pos        |
| 151        | Katy Saint-Laurent (CAN) | AB         |
| 152        | Julie Hutsebaut (CAN)    | AB         |
| 153        | Caroline L'Heureux (CAN) | AB         |
| 154        | Anne Samplonius (CAN)    | AB         |
| 155        | Stephanie Bourbeau (CAN) | HD         |
| 156        | Elisa Gagnon (CAN)       | HD         |

| Verizon Wireless-Cervélo ___ | Verizon Wireless-Cervélo ___ | Verizon Wireless-Cervélo ___ |
| ---------------------------- | ---------------------------- | ---------------------------- |
| Num                          | Coureuse                     | Pos                          |
| 161                          | Julie Monagle (USA)          | AB                           |
| 162                          | Yvonne Ilton (USA)           | 39e                          |
| 163                          | Ann-Marie Miller (USA)       | HD                           |
| 164                          | Sarah Foulkes (USA)          | AB                           |
| 165                          | Katrina Davis (USA)          | 35e                          |

| Équipe mixte 1 ___ | Équipe mixte 1 ___     | Équipe mixte 1 ___ |
| ------------------ | ---------------------- | ------------------ |
| Num                | Coureuse               | Pos                |
| 171                | Erin Carter (CAN)      | HD                 |
| 172                | Catherine Bearce (USA) | HD                 |
| 182                | Heather Albert (USA)   | 34e                |

Source.

## Dopage
Amber Neben est contrôlée positive à la 19-norandrosterone lors de l'épreuve et est donc déclassée,.